# 马库斯·格赖纳
马库斯·格赖纳（德語：Markus Greiner）是一名德国物理学家。他在特奥多尔·亨施指导下获慕尼黑大学物理学博士学位，后进入马克斯·普朗克研究所。2002年他与马普所的同事们做了验证玻色-爱因斯坦凝聚（BEC）动力学的实验。
他们建立了使用纵横交错的激光束的“光晶格”来操纵BEC，将BEC保持在晶格中以观察震荡模式。
2003年至2005年在科罗拉多州實驗天體物理聯合研究所做博士后研究。后成为哈佛大学物理学教授，
2011年获麦克阿瑟奖。